# Preimpressió
La preimpressió és el terme que s'utilitza a les indústries de la impressió i l'edició per als processos i procediments que es produeixen entre la creació d'una maquetació d'impressió i la impressió final. El procés de preimpressió inclou la preparació d'obres d'art per a la premsa, la selecció de suports, proves, controls de qualitat i la producció de planxes d'impressió si és necessari. L'obra d'art la proporciona sovint el client com a fitxer PDF preparat per a la impressió creat a l'autoedició.

Preimpressió digital

## Processos

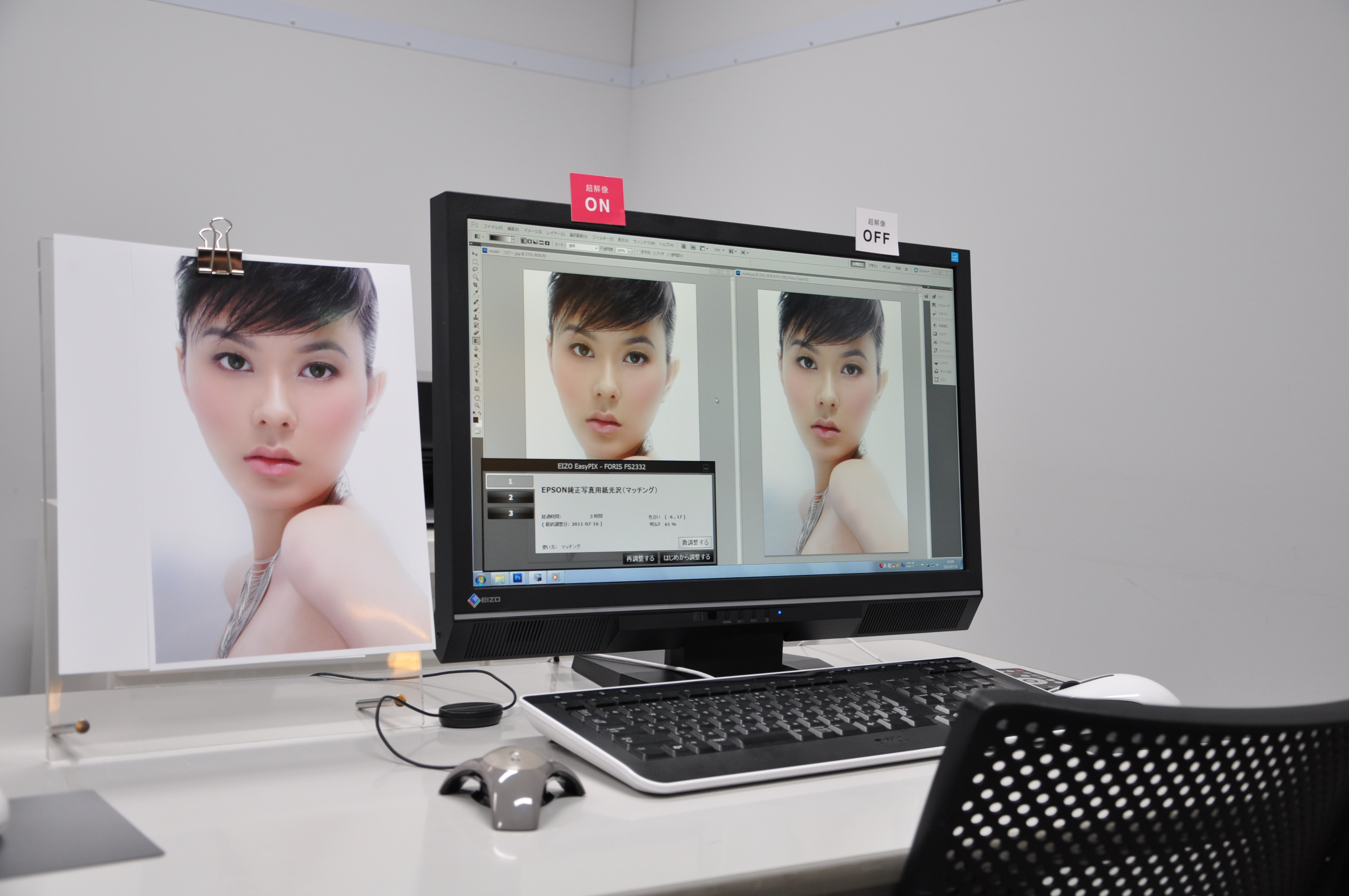
Coincidència de colors

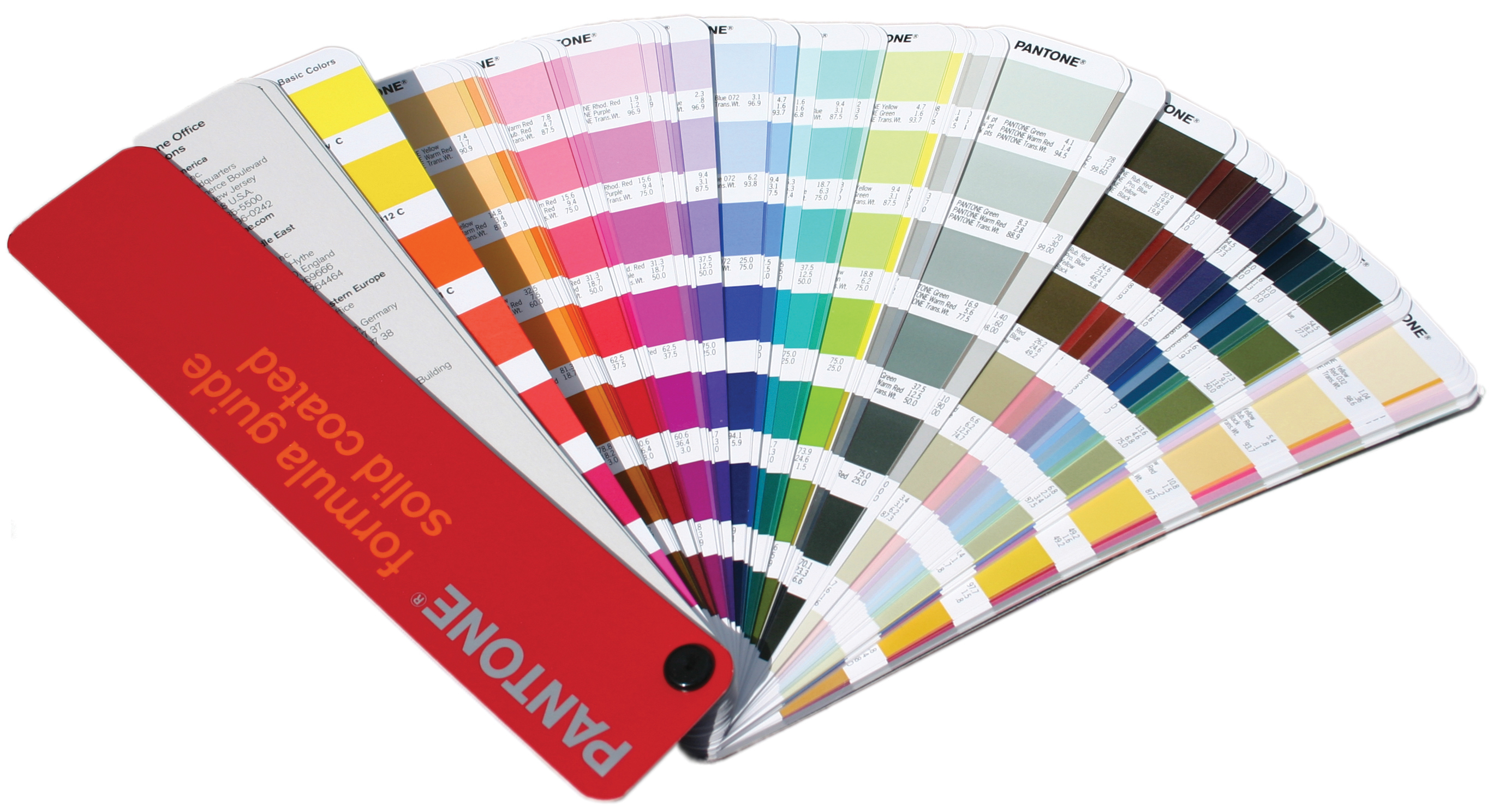
Mostres de colors

Maquetació d'imposició

1. La selecció d'enquadernació ofereix al client múltiples opcions per al llom de la publicació, com ara enquadernació a cavall, Perfect Bound o Case Bound, també es poden enquadernar en espiral, filferro i pinta. Cadascun té els seus mèrits i s'adapta a un nombre determinat de pàgines.[2]
2. La preparació d'obres d'art implica l'establiment de perfils de color, sagnat, registre i marques de retall tal com especifiquen les impressores, utilitzar colors puntuals, atrapar i sobreimprimir segons sigui necessari. Comproveu els resultats de l'aplanament de la transparència i permeteu la fluïdesa.
3. El vol previ és una exploració automàtica del document utilitzant el perfil predefinit de la impressora per trobar errors abans d'enviar-lo.
4. El processador d'imatges ràster (RIP) és el programari/maquinari que processa els fitxers preparats per a la impressió en un format rasteritzat que la impressora pot entendre.
5. La prova consisteix a crear una còpia precisa de l'obra d'art abans de començar la producció. Això serveix com a vincle entre la impressora i el seu client perquè el producte final compleix un estàndard acordat. Les proves en general es poden fer per a totes les parts (imatges, il·lustracions, text i colors) del producte imprès. En aquesta part, s'han de comprovar i imprimir tres tipus de proves: els fitxers PDF preparats per a la impressió, la prova de la impressora i la prova d'imposició. Els fitxers PDF preparats per a la impressió s'han de fer després del disseny mitjançant el control previ a la impremta. La prova de la impressora s'ha d'imprimir en alta resolució i verificada pel client. La prova d'imposició, que solen fer les impressores, també s'ha d'imprimir per comprovar i ajustar la impremta.
6. Les proves digitals són proves digitals que simulen amb precisió com es veurà la publicació acabada, destinades a ressaltar qualsevol problema futur.
7. Les proves dures són proves impreses físicament que simulen amb precisió com es veurà la publicació acabada, destinades a ressaltar qualsevol problema futur.
8. Una prova de contracte serveix com a acord entre un client i una impressora que es signa abans de començar la impressió. Això es pot signar digitalment com a contracte digital mitjançant serveis com Acrobat Sign.
9. El control de qualitat es realitza durant tot el procés de preimpressió però sobretot després de produir les proves.
10. La imposició és la disposició de les pàgines del producte imprès sobre el full de la impressora, per tal d'obtenir una impressió més ràpida, simplificar l'enquadernació i reduir el malbaratament de paper.
11. Computer to plate (CTP) utilitza un làser per gravar la imatge d'un fitxer d'ordinador a una placa d'impressió. Les planxes estan fetes de diferents materials, segons les necessitats del mètode d'impressió, normalment s'utilitzen plaques tèrmiques, fotopolímeres o halògenes de plata (violeta). Normalment tenen una etapa de processament en productes químics o líquids, tot i que hi ha plaques lliures de procés disponibles.

En la majoria dels entorns de publicació moderns, les tasques relacionades amb la generació i el perfeccionament de contingut es duen a terme per separat d'altres tasques de preimpressió i es caracteritzen habitualment com a part del disseny gràfic.

## Impressió digital
La impressió digital permet imprimir un volum inferior o publicacions personalitzades individualment; això també es coneix com a impressió de dades variables (VDP). La impressió de dades variables comença amb una obra d'art estàtica i té un element que canvia que es pot alimentar des d'una base de dades, com ara el nom d'un client. La impressió òfset convencional utilitza 4 planxes d'impressió per a publicacions en color CMYK, de manera que només és rendible imprimir milers de còpies de cada versió. La impressió digital també és rendible per a una publicació individual amb un canvi ràpid. S'utilitzen cartutxos de tòner o cartutxos d'injecció de tinta perquè siguin fàcils d'utilitzar i mantenir. Les màquines avançades tenen opcions per a colors puntuals addicionals amb tintes especials com ara metàl·liques, fluorescents i blanques.

## Gestió del color
La gestió del color en tot el procés implica tenir l'equip adequat i prendre mesures periòdiques. Necessiteu monitors d'una àmplia gamma de colors  que puguin reproduir millor un espai de color CMYK i que s'hagin calibrat. Es necessiten guies de mostres Pantone per a la concordança de colors. Es requereix un sistema de perfils de color professional com els enumerats a l'International Color Consortium (ICC) i que utilitzen perfils de color ICC. Els espectrofotòmetres per validar el color de la tinta CMYK i els colors puntuals també són importants en la preimpressió.

## Control de qualitat
Les imatges en un PDF llest per imprimir s'han de penjar amb una resolució de 300 ppp. Qualsevol obra d'art o text vectorial hauria de quedar-se vector, inclosos els traçats de retall incrustats a les imatges per a retalls, ja que el RIP els rasteritzarà a 2400 dpi, poden necessitar uns 10 GB de dades per crear la imatge rasteritzada per a les planxes d'impressió. El text i el vector es poden imprimir a 2400 ppp si només utilitza un color sòlid, ja que no hi haurà tramades de mitges tintes, per això el text de la revista és tan nítid. Les imatges només es poden imprimir a l'equivalent de 300 ppp a causa del dithering necessari per als degradats i els colors barrejats, tot i que el dithering de la imatge s'imprimeix a 2400 ppp (300 ppp per a imatges i 2400 ppp per a text i vector són valors típics indicats per les impressores).

## Flux de treball digital
Els principals productes de programari de flux de treball digital de preimpressió inclouen: Agfa Apogee, Fujifilm XMF, Heidelberg Prinect, Kodak Prinergy, Artworker i Fiery Workflow Suite. Les característiques importants a l'hora d'escollir programari de flux de treball digital o programari d'enviament i correcció al núvol inclouen: Un sistema de control de versions que us ajuda a fer un seguiment de qui està canviant què i quan. Un sistema segur que permet a diferents persones registrar i consultar fitxers i registres quan ho fan. Un mètode per bloquejar els fitxers que s'utilitzen actualment per evitar modificacions simultànies per part d'altres persones. Una manera de bloquejar fitxers perquè només persones concretes els puguin obrir i canviar-los, però qualsevol els pugui veure.

## Història
Durant les dècades de 1980 i 1990, les tècniques de preimpressió assistides per ordinador van començar a suplantar els processos tradicionals de cambra fosca i taules de llum, i a principis dels anys 2000 la paraula preimpressió es va convertir, d'alguna manera, en sinònim de preimpressió digital. Immediatament abans de la introducció general dels ordinadors al procés, gran part de la indústria utilitzava càmeres de gran format per fer còpies de text i imatges basades en emulsió (pel·lícula). Aquesta pel·lícula es va muntar després (planning (Regne Unit) o stripping) i s'utilitzava per exposar una altra capa d'emulsió sobre una placa, copiant així les imatges d'una emulsió a una altra. Aquest mètode encara s'utilitza; no obstant això, a mesura que la tecnologia de preimpressió digital ha esdevingut menys costosa, més eficient i fiable, i com que els coneixements i les habilitats necessaris per utilitzar el nou maquinari i especialment el programari s'han estès entre la força de treball, l'automatització digital s'ha introduït a gairebé totes les parts del procés. Alguns temes relacionats amb la preimpressió digital però no analògica inclouen la comprovació prèvia (verificació de la presència, la qualitat i el format de cada component digital), la gestió del color i el RIPing.
Els fluxos de treball PDF també es van convertir en predominants. Els venedors de sistemes de preimpressió, a més de la indústria de la impressió offset, van adoptar un subconjunt del format PDF anomenat PDF/X1-a. Aquest subconjunt específic del sector és una versió del conjunt d'estàndards PDF/X (PDF per a eXchange).